# Miguel Pedraza
Miguel Pedraza, född 23 mars 1969, är en puertoricansk bågskytt. Han deltog vid olympiska sommarspelen 1988.